# فلوريان غروبر
فلوريان غروبر (بالألمانية: Florian Gruber)‏ هو سائق سباق ألماني، ولد في 26 يناير 1983 في فيلسبيبورغ في ألمانيا.

## روابط خارجية
- فلوريان غروبر على موقع DriverDB.com (الإنجليزية)